# Tournoi d'échecs de Dortmund

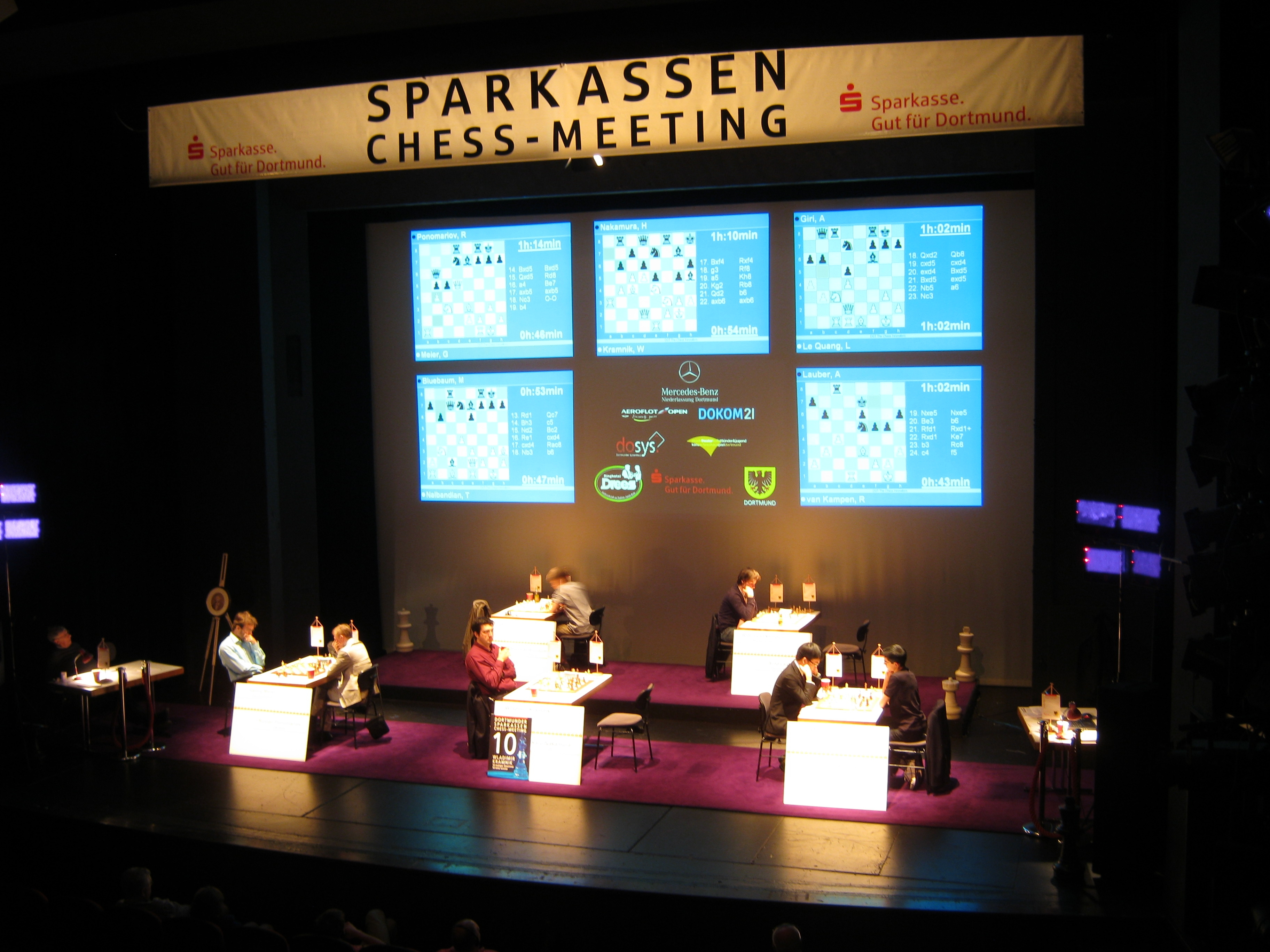
Le tournoi de Dortmund en 2011

Le  tournoi d'échecs de Dortmund (Internationale Dortmunder Schachtage en allemand) a lieu tous les ans depuis 1973, habituellement en juillet, dans la ville de Dortmund en Allemagne. Il réunit huit joueurs parmi les meilleurs mondiaux, dont le vainqueur du grand Open Aeroflot qui se déroule chaque début d'année à Moscou. Il fait partie des tournois annuels majeurs de très haut niveau, avec Wijk aan Zee et Bienne. Depuis 1995, il est sponsorisé par la (de)Dortmunder Sparkasse.
En 2002, ce tournoi servit de tournoi des candidats pour le championnat du monde PCA.
Le Russe Vladimir Kramnik détient le record de victoires dans ce tournoi (10 succès, avec 25 participations au tournoi fermé entre 1993 et 2018). Péter Lékó et Fabiano Caruana ont remporté le tournoi trois fois.

## Tournois internationaux de maîtres disputés avant 1973

### Tournoi de 1928: Sämisch
Sixième congrès de la fédération de Westphalie
- 1er : Friedrich Sämisch : 6,5 / 8
- 2e : Richard Réti : 5,5 / 8
- 3e : Paul Johner : 5 / 8
- 4e-5e : Adolf Seitz et Efim Bogoljubov : 4 / 8
- 6e-7e : Rudolf Spielmann et Van Nüss :  3,5 / 8
- 8e : Edgard Colle : 3 / 8
- 9e : Adolf Kraemer : 1 / 8

### Tournoi de 1951: O'Kelly
- 1er : Albéric O'Kelly de Galway : 7,5 / 11
- 2e-3e : Andrija Fuderer et Borislav Milić : 7 / 11
- 4e : Gerhard Pfeiffer : 6,5 / 11
- 5e-6e : Stojan Puc et Nicolas Rossolimo : 6 / 11
- 7e : Efim Bogoljubov : 5,5 / 11
- 8e-9e : Gösta Stoltz : 5 / 11

### Tournoi de 1961: Taïmanov
- 1er : Mark Taïmanov : 8 / 11
- 2e-3e ; Vassily Smyslov et Mijo Udovčić : 7 / 11
- 4e : Istvan Bilek : 6,5 / 11
- 5e : Bent Larsen : 6 / 11
- 6e-8e : Petar Trifunović, Rudolf Teschner et Wolfgang Pietzsch : 5,5 / 11

### Championnat international de RFA 1973: Hecht, Andersson et Spassky
- 1er-3e : Hans-Joachim Hecht (au départage), Ulf Andersson et Boris Spassky : 9,5 / 15
- 4e-5e : Dražen Marović et Ljuben Popov : 9 / 15
- 6e-7e : Paul Keres et Raymond Keene : 8,5 / 15

(seize joueurs)

## Palmarès du tournoi de grands maîtres

### Multiples vainqueurs
10 victoires
Vladimir Kramnik (de 1995 à 1998, en 2000, 2001, 2006, 2007, 2009 et 2011)
3 victoires
- Péter Lékó (en 1999, 2002 et 2008)
- Fabiano Caruana (en 2012, 2014 et 2015)

2 victoires
- Heikki Westerinen (en 1973 et 1975)
- Pavel Eljanov (en 2021 et 2022)

### 1973 à 1994:Internationale Dortmunder Schachtage
| Édition Année | Édition Année | Vainqueur           | Deuxième(s)                                 | Troisième(s)                         | Joueurs | Notes |
| ------------- | ------------- | ------------------- | ------------------------------------------- | ------------------------------------ | ------- | --- |
| 1             | 1973          | Heikki Westerinen   | Ulf Andersson Bruno Parma                   |                                      | 10      | En 1973, eut également lieu à Dortmund le championnat international open de R.F.A. (remporté par Andersson, Hecht et Spassky). |
| 2             | 1974          | László Szabó        | Victor Ciocâltea (ex æquo)                  | Nona Gaprindachvili, Mato Damjanović | 12      | Szabo vainqueur au départage devant Ciocâltea                                                                                  |
| 3             | 1975          | Heikki Westerinen   | Leif Øgaard                                 | Vladimir Savon                       | 12      | |
| 4             | 1976          | Oleg Romanichine    | János Flesch                                | Tony Miles                           | 12      | |
| 5             | 1977          | Jan Smejkal         | Aleksandr Kotchiev (ex æquo)                | László Vadász, Milan Matulović       | 12      | Smejkal vainqueur au départage devant Kotchiev                                                                                 |
| 6             | 1978          | Ulf Andersson       | Nona Gaprindachvili Raymond Keene           |                                      | 12      | |
| 7             | 1979          | Tamaz Guéorgadzé    | Juraj Nikolac                               | John Nunn                            | 12      | |
| 8             | 1980          | Raymond Keene       | Murray Chandler                             | Ferenc Portisch, Victor Ciocâltea    | 12      | |
| 9             | 1981          | Guennadi Kouzmine   | Jonathan Speelman Ľubomír Ftáčnik (ex æquo) |                                      | 12      | Kouzmine vainqueur au départage devant Speelman et Ftáčnik                                                                     |
| 10            | 1982          | Vlastimil Hort      | Oleg Romanichine                            | Lev Psakhis                          | 12      | |
| 11            | 1983          | Mihai Suba          | Vlastimil Hort Murray Chandler              |                                      | 12      | |
| 12            | 1984          | Yehuda Gruenfeld    | Andras Adorjan Alonso Zapata                |                                      | 12      | |
| 13            | 1985          | Iouri Razouvaïev    | Vlastimil Hort Stefan Kindermann (ex æquo)  |                                      | 12      | Razouvaïev vainqueur au départage devant Hort et Kindermann                                                                    |
| 14            | 1986          | Zoltán Ribli        | Tony Miles, Vlastimil Hort John Fedorowicz  |                                      | 12      | |
| 15            | 1987          | Youri Balachov      | Ulf Andersson Vladimir Toukmakov            |                                      | 12      | |
| 16            | 1988          | Smbat Lputian       | Daniel King József Pintér                   |                                      | 12      | |
| 17            | 1989          | Efim Geller         | Tibor Tolnai                                | Jörg Hickl                           | 12      | |
| 18            | 1990          | Aleksandr Tchernine | Boris Guelfand                              | Zsuzsa Polgar, Matthias Wahls        | 12      | |
| 19            | 1991          | Igor Stohl          | Aleksandr Tchernine (ex æquo)               | Iouri Razouvaïev, Kiril Georgiev     | 10      | Stohl vainqueur au départage devant Tchernine                                                                                  |
| 20            | 1992          | Garry Kasparov      | Vassili Ivantchouk (ex æquo)                | Evgueni Bareïev                      | 10      | Kasparov vainqueur au départage devant Ivantchouk 4e Viswanathan Anand                                                         |
| 21            | 1993          | Anatoli Karpov      | Vladimir Kramnik Christopher Lutz           |                                      | 8       | 4e-5e : Gata Kamsky et Sergueï Dolmatov                                                                                        |
| 22            | 1994          | Jeroen Piket        | Michael Adams                               | Vladimir Epichine                    | 10      | 4e-7e : Arthur Youssoupov, Alekseï Dreïev, Viktor Kortchnoï et Anatoli Karpov                                                  |

### Depuis 1995:Dortmunder Sparkasse Chess MeetingetDeutschland Grand Prix
Depuis 2003, le vainqueur de l'Open Aeroflot est qualifié pour le tournoi de Dortmund. Viktor Bologan a remporté les deux tournois en 2003.
| Édition Année | Édition Année | Vainqueur              | Deuxième(s)                                                                | Troisième(s)                                                    | Joueurs | Notes |
| ------------- | ------------- | ---------------------- | -------------------------------------------------------------------------- | --------------------------------------------------------------- | ------- | --- |
| 23            | 1995          | Vladimir Kramnik       | Anatoli Karpov                                                             | Peter Leko Vassili Ivantchouk                                   | 10      | |
| 24            | 1996          | Vladimir Kramnik       | Viswanathan Anand (ex æquo)                                                | Boris Guelfand                                                  | 10      | Kramnik vainqueur au départage devant Anand |
| 25            | 1997          | Vladimir Kramnik       | Viswanathan Anand                                                          | Veselin Topalov Vassili Ivantchouk                              | 10      | |
| 26            | 1998          | Vladimir Kramnik       | Michael Adams Peter Svidler (ex æquo)                                      |                                                                 | 10      | Kramnik vainqueur au départage devant Adams et Svidler |
| 27            | 1999          | Péter Lékó             | Vladimir Kramnik                                                           | Michael Adams Viswanathan Anand Anatoli Karpov                  | 8       | |
| 28            | 2000          | Vladimir Kramnik       | Viswanathan Anand (ex æquo)                                                | Michael Adams Peter Leko Vladimir Akopian                       | 10      | Kramnik vainqueur au départage devant Anand.Kramnik perdit pour la première fois une partie dans le tournoi de Dortmund. |
| 29            | 2001          | Vladimir Kramnik       | Veselin Topalov (ex æquo)                                                  | Peter Leko                                                      | 6       | Kramnik vainqueur au départage devant Topalov 4e : Morozevitch ; 5e : Adams ; 6e : Anand.Les deux nouveaux champions du monde de 2000, Kramnik et Anand, étaient présents.Tournoi à deux tours |
| 30            | 2002          | Péter Lékó             | Velsein Topalov                                                            | Ievgueni Bareïev Alexeï Chirov (demi-finalistes)                | 8       | Deux poules de quatre joueurs (tournois à deux tours) suivies de deux demi-finales (matchs en quatre parties). Lékó bat en finale Topalov (2,5-1,5).Grâce à cette victoire, Lékó disputa le championnat du monde 2004 contre Kramnik. |
| 31            | 2003          | Viktor Bologan         | Viswanathan Anand Vladimir Kramnik                                         |                                                                 | 6       | Tournoi à deux tours. 4e : Radjabov ; 5e : Leko ; 6e : Naiditsch |
| 32            | 2004          | Viswanathan Anand      | Vladimir Kramnik (finaliste)                                               | Peter Svidler (3e) Peter Leko (4e) (demi-finalistes)            | 8       | Deux poules de quatre joueurs (tournois à deux tours) suivies de deux tours de matchs de classement en deux parties. 5e : Naïtditsch ; 6e : Roublevski ; 7e : Bologan ; 8e : Kariakine. Anand bat en finale Kramnik (après départage rapide).Dans la poule B, toutes les parties furent annulées, nécessitant un deuxième tournoi de départage rapide. |
| 33            | 2005          | Arkadij Naiditsch      | Veselin Topalov Étienne Bacrot Peter Svidler Loek van Wely                 |                                                                 | 10      | Kramnik finit 7e-8eTournoi de catégorie 19. |
| 34            | 2006          | Vladimir Kramnik       | Peter Svidler (ex æquo)                                                    | Michael Adams Peter Leko Boris Guelfand                         | 8       | Kramnik vainqueur au départage devant Svidler |
| 35            | 2007          | Vladimir Kramnik       | Péter Leko Evgueni Alekseïev Viswanathan Anand                             |                                                                 | 8       | |
| 36            | 2008          | Péter Lékó             | Jan Gustafsson Shakhriyar Mamedyarov Vassili Ivantchouk Ian Nepomniachtchi |                                                                 | 8       | Kramnik finit septième sur huit joueurs. |
| 37            | 2009          | Vladimir Kramnik       | Péter Leko Magnus Carlsen Dmitri Iakovenko                                 |                                                                 | 6       | Tournoi à deux tours de catégorie 20.5e : Étienne Bacrot ; 6e : Arkadij Naiditsch |
| 38            | 2010          | Ruslan Ponomariov      | Lê Quang Liêm                                                              | Vladimir Kramnik Shakhriyar Mamedyarov                          | 6       | Tournoi à deux tours.5e-6e : Péter Leko et Arakadij Naiditsch |
| 39            | 2011          | Vladimir Kramnik       | Lê Quang Liêm                                                              | Anish Giri Ruslan Ponomariov                                    | 6       | Tournoi à deux tours. 5e : Hikaru Nakamura ; 6e : Georg Meier |
| 40            | 2012          | Fabiano Caruana        | Sergueï Kariakine (ex æquo)                                                | Ruslan Ponomariov Vladimir Kramnik Peter Leko Arkadij Naiditsch | 10      | Caruana vainqueur au départage devant Kariakine |
| 41            | 2013          | Michael Adams          | Vladimir Kramnik                                                           | Peter Leko Arkadij Naiditsch                                    | 10      | Adams marque 7 points sur 9 (+5, =4), avec une performance Elo de 2 925 |
| 42            | 2014          | Fabiano Caruana        | Peter Leko Georg Meier                                                     |                                                                 | 8       | Caruana (5,5 / 7, +4 =3), performance Elo de 2 934, gagne avec 1,5 point d'avance sur Leko et Meier. Kramnik finit septième. |
| 43            | 2015          | Fabiano Caruana        | Liviu-Dieter Nisipeanu Wesley So                                           |                                                                 | 8       | Caruana (5,5 / 7, +5, --1, =1), performance Elo de 2 942, gagne avec 1,5 point d'avance sur Nisipeanu et So. 4e : Vladimir Kramnik |
| 44            | 2016          | Maxime Vachier-Lagrave | Vladimir Kramnik Fabiano Caruana Leinier Domínguez                         |                                                                 | 8       | Vachier Lagrave (5,5 / 7, +5, =4), performance Elo de 2 952 gagne avec 1,5 point d'avance sur trois joueurs. |
| 45            | 2017          | Radosław Wojtaszek     | Vladimir Fedosseïev Maxime Vachier-Lagrave                                 |                                                                 | 8       | 4e : Vladimir Kramnik. Quatre joueurs finissent à la dernière place. |
| 46            | 2018          | Ian Nepomniachtchi     | Vladislav Kavalïow Jan-Krzysztof Duda Anish Giri                           |                                                                 | 8       | Nepomniachtchi marque 5 points sur 7 Kramnik finit 6e-7e. |
| 47            | 2019          | Leinier Domínguez      | Richárd Rapport Teimour Radjabov Radosław Wojtaszek Ian Nepomniachtchi     |                                                                 | 8       | Dominguez marque 4,5 points sur 7. |
| 48            | 2021          | Pavel Eljanov          | Dmitrij Kollars Daniel Fridman                                             |                                                                 | 10      | 4e : Vincent Keymer |
| 49            | 2022          | Pavel Eljanov          | Bogdan-Daniel Deac                                                         | Luke McShane                                                    | 7       | |

## Sources
- (de) Dortmunder Schachtage sur  Teleschach.de.
- (en) Dortmund chess tournaments : historique du tournoi de 1928 et des tournois de 1992 à 2014, archive.